# Magic Potion
Magic Potion  è il quarto album del duo blues-rock The Black Keys, pubblicato nel 2006. È la prima pubblicazione per la Nonesuch Records, loro attuale etichetta. Questo è il primo disco contenente solo materiale originale, scritto e composto dai The Black Keys.

## Tracce
Testi e musiche di Dan Auerbach e Patrick Carney.
1. Just Got to Be – 3:01
2. Your Touch – 2:45
3. You're the One – 3:29
4. Just a Little Heat – 3:42
5. Give Your Heart Away – 3:27
6. Strange Desire – 4:22
7. Modern Times – 4:22
8. The Flame – 4:36
9. Goodbye Babylon – 5:56
10. Black Door – 3:31
11. Elevator – 3:44

## Formazione
- Dan Auerbach - chitarra, voce
- Patrick Carney - batteria